# Ytter-Snägden
Ytter-Snägden är en sjö i Timrå kommun i Medelpad och ingår i Indalsälvens huvudavrinningsområde.